# Hamit Altıntop
Hamit Altintop (sinh ngày 8 tháng 12 năm 1982) là một cầu thủ bóng đá người Thổ Nhĩ Kỳ hiện đã giải nghệ. Anh là một tiền vệ đa năng có thể chơi ở vị trí phòng thủ hoặc tấn công. Anh được biết tới với kĩ năng sút xa mà anh có được từ thời còn chơi cho Schalke 04, sau đó anh chơi cho câu lạc bộ Bayern München và Real Madrid. Người anh em sinh đôi của cầu thủ là Halil Altintop, người được sinh ra 10 phút sau Hamit.
Altintop là thành viên đội tuyển bóng đá quốc gia Thổ Nhĩ Kỳ vào tới bán kết Euro 2008. Sau giải đấu anh được chọn vào đội hình tiêu biểu của giải.

## Schalke
Altintop bắt đầu sự nghiệp chơi bóng chuyên nghiệp cho đội bóng địa phương Wattenscheid vào năm 2000 cùng với người em trai. Sau những màn trình diễn thành công và thu hút được sự chú ý từ các đội bóng lớn, anh chuyển tới FC Schalke 04 vào năm 2003, nơi anh chơi ở vị trí tiền vệ trụ. Vào mùa hè 2006-07, Schalke ký hợp đồng với người em trai Halil từ 1. FC Kaiserslautern. Schalke về nhì ở Bundesliga, chỉ thua VfB Stuttgart 2 điểm. 

## Bayern München
Altintop gia nhập Bayern München vào mùa giải 2007-08 theo dạng chuyển nhượng tự do từ Schalke 04. Anh ghi bàn đầu tiên của mình cho Bayern trong trận gặp São Paulo. München thắng 2-1 nhờ một cú đá phạt đẳng cấp của anh. Là một trong những cầu thủ của Bayern ra sân từ đầu, anh ghi một bàn thắng khác từ chân trái ở khoảng cách 30m vào lưới Werder Bremen ở Liga-Pokal. München sau đó thắng trận 4-1.
Altintop cũng ghi một bàn vào lưới Aberdeen ở trận lượt đi cúp C1 vào ngày 14 tháng 2 năm 2008. Ban đầu cú đá penalty bị cản phá tuy nhiên Altintop đã lao vào đá bồi và trận đấu kết thúc với tỉ số 2-2.

## Thi đấu quốc tế
Altintop chơi trong cả năm trận của đội tuyển bóng đá quốc gia Thổ Nhĩ Kỳ ở Euro 2008. Anh kiến tạo cả ba bàn trong trậng gặp đội tuyển bóng đá quốc gia Séc và ở tứ kết gặp đội tuyển bóng đá quốc gia Croatia anh sút thành công quả sút thứ 3 trên loạt luân lưu để nâng tỉ số lên 3-1. Sau khi thủ môn Rüştü Reçber cả phá cú đá tiếp theo của Croatia, Thổ Nhĩ Kỳ vào bán kết gặp đội tuyển bóng đá quốc gia Đức. Huấn luyện viên Fatih Terim sử dụng anh ở vị trí hậu vệ phải trong 2 trận đầu của giải đấu, một sự thay đổi bị công kích rất nhiều bởi dư luận khi ở Bayern München Altintop thường chơi ở vị trí tiền vệ. Sau trận gặp đội tuyển bóng đá quốc gia Thụy Sĩ, Terim đưa anh trở lại vị trí tiền vệ trong phần còn lại của giải đấu khiến màn trình diễn của anh và cả đội tuyển Thổ Nhĩ Kỳ tiến bộ lên hẳn. Lối chơi mạnh mẽ và những đường chuyền quyết đoán của anh khiến anh là cầu thủ chủ chốt trong hàng tiền vệ của Thổ Nhĩ Kỳ. Anh được bầu là Cầu thủ xuất sắc nhất trận bởi Carlsberg sau trận gặp Croatia.
Sau khi giải đấu kết thúc, Altintop được đánh giá là một trong những ngôi sao của giải đấu, và được chọn vào đội hình tiêu biểu của giải.

## Thống kê

### Câu lạc bộ
Tính đến 30 tháng 4 năm 2015.
| Câu lạc bộ          | Câu lạc bộ          | Câu lạc bộ          | Mùa giải      | Mùa giải     | Cúp quốc gia   | Cúp quốc gia   | Cúp liên đoàn       | Cúp liên đoàn       | Châu lục      | Châu lục     | Tỏng cộng     | Tỏng cộng    |
| Mùa giải            | Câu lạc bộ          | Giải đấu            | Số lần ra sân | Số bàn thắng | Số lần ra sân  | Số bàn thắng   | Số lần ra sân       | Số bàn thắng        | Số lần ra sân | Số bàn thắng | Số lần ra sân | Số bàn thắng |
| Đức                 | Đức                 | Đức                 | Bundesliga    | Bundesliga   | DFB-Pokal      | DFB-Pokal      | DFB-Ligapokal       | DFB-Ligapokal       | Châu Âu       | Châu Âu      | Tổng cộng     | Tổng cộng    |
| ------------------- | ------------------- | ------------------- | ------------- | ------------ | -------------- | -------------- | ------------------- | ------------------- | ------------- | ------------ | ------------- | ------------ |
| 2000–01             | Wattenscheid 09     | Regionalliga Nord   | 11            | 1            | —              | —              | —                   | —                   | —             | —            | 11            | 1            |
| 2001–02             | Wattenscheid 09     | Regionalliga Nord   | 31            | 4            | —              | —              | —                   | —                   | —             | —            | 31            | 4            |
| 2002–03             | Wattenscheid 09     | Regionalliga Nord   | 33            | 7            | —              | —              | —                   | —                   | —             | —            | 33            | 7            |
| 2003–04             | Schalke 04          | Bundesliga          | 30            | 5            | 0              | 0              | —                   | —                   | 3             | 1            | 33            | 5            |
| 2004–05             | Schalke 04          | Bundesliga          | 30            | 0            | 6              | 1              | —                   | —                   | 8             | 0            | 44            | 1            |
| 2005–06             | Schalke 04          | Bundesliga          | 22            | 1            | 2              | 0              | 2                   | 0                   | 9             | 1            | 35            | 2            |
| 2006–07             | Schalke 04          | Bundesliga          | 31            | 2            | 2              | 0              | 2                   | 0                   | 2             | 0            | 37            | 2            |
| 2007–08             | Bayern Munich       | Bundesliga          | 23            | 3            | 5              | 1              | 3                   | 1                   | 9             | 3            | 40            | 8            |
| 2008–09             | Bayern Munich       | Bundesliga          | 11            | 2            | 3              | 0              | —                   | —                   | 4             | 0            | 18            | 2            |
| 2009–10             | Bayern Munich       | Bundesliga          | 15            | 0            | 5              | 1              | —                   | —                   | 6             | 0            | 26            | 1            |
| 2010–11             | Bayern Munich       | Bundesliga          | 14            | 2            | 3              | 0              | —                   | —                   | 7             | 0            | 25            | 2            |
| Tây Ban Nha         | Tây Ban Nha         | Tây Ban Nha         | La Liga       | La Liga      | Copa del Rey   | Copa del Rey   | Supercopa de España | Supercopa de España | Châu Âu       | Châu Âu      | Tổng cộng     | Tổng cộng    |
| 2011–12             | Real Madrid         | La Liga             | 5             | 1            | 3              | 0              | —                   | —                   | 4             | 0            | 12            | 1            |
| Thổ Nhĩ Kỳ          | Thổ Nhĩ Kỳ          | Thổ Nhĩ Kỳ          | Süper Lig     | Süper Lig    | Türkiye Kupası | Türkiye Kupası | TFF Süper Kupa      | TFF Süper Kupa      | Châu Âu       | Châu Âu      | Tổng cộng     | Tổng cộng    |
| 2012–13             | Galatasaray         | Süper Lig           | 29            | 0            | 1              | 0              | 1                   | 0                   | 9             | 1            | 40            | 1            |
| 2013–14             | Galatasaray         | Süper Lig           | 5             | 0            | 2              | 0              | 1                   | 0                   | 0             | 0            | 8             | 0            |
| 2014–15             | Galatasaray         | Süper Lig           | 23            | 1            | 4              | 1              | 0                   | 0                   | 5             | 0            | 32            | 2            |
| Tổng cộng           | Đức                 | Đức                 | 253           | 27           | 26             | 2              | 7                   | 1                   | 48            | 5            | 335           | 35           |
| Tổng cộng           | Tây Ban Nha         | Tây Ban Nha         | 5             | 1            | 3              | 0              | —                   | —                   | 4             | 0            | 12            | 1            |
| Tổng cộng           | Thổ Nhĩ Kỳ          | Thổ Nhĩ Kỳ          | 57            | 1            | 7              | 1              | 2                   | 0                   | 14            | 1            | 80            | 3            |
| Tổng cộng sự nghiệp | Tổng cộng sự nghiệp | Tổng cộng sự nghiệp | 315           | 29           | 36             | 3              | 9                   | 1                   | 66            | 6            | 427           | 39           |

1. ↑  Includes appearance in the DFL-Supercup

### Đội tuyển quốc gia
| Đội tuyển quốc gia Thổ Nhĩ Kỳ | Đội tuyển quốc gia Thổ Nhĩ Kỳ | Đội tuyển quốc gia Thổ Nhĩ Kỳ |
| Năm                           | Số lần ra sân                 | Số bàn thắng                  |
| ----------------------------- | ----------------------------- | ----------------------------- |
| 2004                          | 6                             | 0                             |
| 2005                          | 10                            | 0                             |
| 2006                          | 11                            | 0                             |
| 2007                          | 11                            | 2                             |
| 2008                          | 9                             | 0                             |
| 2009                          | 6                             | 1                             |
| 2010                          | 9                             | 3                             |
| 2011                          | 6                             | 0                             |
| 2012                          | 9                             | 1                             |
| 2013                          | 3                             | 0                             |
| 2014                          | 2                             | 0                             |
| Tổng cộng                     | 82                            | 7                             |

### Bàn thắng quốc tế
| #  | Ngày                | Địa điểm                                           | Đối thủ    | Bàn thắng | Kết quả | Giải đấu            |
| -- | ------------------- | -------------------------------------------------- | ---------- | --------- | ------- | ------------------- |
| 1. | 28 tháng 3 năm 2007 | Commerzbank-Arena, Frankfurt, Đức                  | Na Uy      | 1–2       | 2–2     | Vòng loại Euro 2008 |
| 2. | 28 tháng 3 năm 2007 | Commerzbank-Arena, Frankfurt, Đức                  | Na Uy      | 2–2       | 2–2     | Vòng loại Euro 2008 |
| 3. | 12 tháng 8 năm 2009 | Sân vận động Lobanovsky Dynamo, Kiev, Ukraina      | Ukraina    | 3–0       | 3–0     | Giao hữu            |
| 4. | 3 tháng 3 năm 2010  | Sân vận động BJK İnönü, İstanbul, Thổ Nhĩ Kỳ       | Honduras   | 2–0       | 2–0     | Giao hữu            |
| 5. | 3 tháng 9 năm 2010  | Astana Arena, Astana, Kazakhstan                   | Kazakhstan | 2–0       | 3–0     | Vòng loại Euro 2012 |
| 6. | 7 tháng 9 năm 2010  | Sân vận động Şükrü Saracoğlu, İstanbul, Thổ Nhĩ Kỳ | Bỉ         | 1–1       | 3–2     | Vòng loại Euro 2012 |
| 7. | 24 tháng 5 năm 2012 | Red Bull Arena, Salzburg, Áo                       | Gruzia     | 1–0       | 3–1     | Giao hữu            |

## Schalke 04
- Liga-Pokal: 2006
- Bundesliga Về nhì: 2007

## Bayern München
- Liga-Pokal: 2007
- Bundesliga Vô địch: 2007-08, 2009-10
- DFB-Pokal: 2008, 2010
- UEFA Champions League: (Về nhì) 2009-10

## Turkey
- Carlsberg UEFA EURO 2008 Cầu thủ xuất sắc nhất trận (gặp Croatia)
- UEFA EURO 2008 Đội hình tiêu biểu [3]